# Мерсі Отіс Воррен
Мерсі Отіс Воррен (англ. Mercy Otis Warren; 14 вересня 1728 — 19 жовтня 1814) — письменниця, антифедералістка, була особисто знайома з більшістю лідерів війни за незалежність США і переважну частину життя провела в осерді історичних подій. Становище разом з літературними здібностями обернуло її на відому історикиню і поетку. Написала кілька вистав і тритомну історію революції.